# القوات الجديدة لساحل العاج

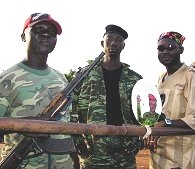

القوات الجديدة لساحل العاج أو القوات الموالية لرئيس ساحل العاج Forces Nouvelles de Côte d'Ivoire، هي ائتلاف سياسي تأسس في ديسمبر 2002، في أعقاب اتفاقيات السلام الأولى للحرب الأهلية العاجية.

## التأسيس
تتكون القوات الجديدة لساحل العاج من مجموعات مسلحة تأسست عامة 2002، وتوحدت هذه المجموعات تحت قيادة جيان سورو الذي كان رئيسا لحكومة الرئيس المنتهية صلاحيته لوران غباغبو ثم انضم في الانتخابات الرئاسية في ديسمبر 2010إلى صف الرئيس المنتخب الحسن وتارا الذي أعاد تعيينه في منصب رئيس الوزراء.
وجاء تحرك القوات الموالية للحسن وتارا باتجاه بسط سيطرتها على البلاد، بعد فشل الأمم المتحدة في حل الأزمة السياسية القائمة في ساحل العاج منذ أواخر 2010، وعجز القوات التابعة للمجموعة الاقتصادية لدول غرب أفريقيا (إيكواس) عن تنفيذ تعهدها بطرد الرئيس گباگبو.

## التنظيم
ويناهز عدد القوات الموالية لوتارا عشرة آلاف فرد، نحو 70% منهم هم من الأكثرية السكانية المسلمة التي اشتكت طوال العقود الماضية من الظلم والتمييز. وتضم القوات بعض المسيحيين المنضوين في إطار قوات الحسن وتارا هم من المعارضين قبليا لخصمه گباگبو والمؤيدين للمرشح الثالث في الانتخابات الرئاسية هنري كونان بيديه.

## الدعم الفرنسي
يعتقد علي نطاق واسع أن القوات الفرنسية المتمركزة في ساحل العاج والمقدرة بألفي جندي تلعب دورا غير معلن في دعم القوات الموالية للحسن وتارا بالأسلحة والمشورة وصور الأقمار الصناعية.
ويعزى هذا الدعم الفرنسي لقوات وتارا إلى الخلافات القديمة بين الرئيس الفرنسي نيكولاي ساركوزي والرئيس المنتهية ولايته لوران گباگبو الذي وقف خلف مصرع فرنسيين في هجوم نفذته طائرة تابعة لسلاح الجو في ساحل العاج.